# Josephoartigasia monesi
Josephoartigasia monesi es una especie extinta de roedor histricomorfo de la familia Dinomyidae. Fue un gigantesco roedor prehistórico del Plioceno, el mayor conocido hasta la fecha. Se estima que vivió hace entre cuatro a dos millones de años en lo que hoy es Uruguay.

## Descripción
La especie medía aproximadamente 2,5 m de largo y 1,2 m de alto. En vida tenían aproximadamente el tamaño de un coche. Sus incisivos eran de más de 30 cm de largo. El animal pesaba alrededor de una tonelada, y se alimentaba de pastos blandos.
La especie, una de las dos registradas hasta la fecha del género Josephoartigasia (la otra es J. magna), fue reconocida sobre la base de fósiles de su cráneo, que es de 53 cm de largo. El animal viviente más cercano es el pacarana.
Reemplaza así al mayor roedor conocido, Phoberomys pattersoni, de 700 kg, un animal en cierto modo relacionado, pero más antiguo, que vivió en lo que hoy es Venezuela durante el Mioceno Superior.

## Descubrimiento
El fósil fue descubierto en 1987 en el balneario Kiyú del departamento de San José, Uruguay, el cual se encuentra a orillas del Río de la Plata. El coleccionista de fósiles uruguayo residente en Argentina, Sergio Viera lo donó al Museo Nacional de Historia Natural y Antropología de Uruguay, en donde fue almacenado durante casi dos décadas.
En el año 2006 el fósil se comenzó a estudiar por el paleontólogo Andres Rinderknecht, el cual contó con la ayuda del científico Ernesto Blanco para realizar la investigación.

## Etimología
En un principio los investigadores consideraron incluir este espécimen dentro de la especie J. magna, pero diversas características dentales los inclinaron por colocarlo dentro de una nueva especie a la que bautizaron monesi, en honor al paleontólogo Álvaro Mones.
El género al que pertenece este fósil fue creado con el nombre de Artigasia con el descubrimiento del A. magna en 1966. Posteriormente, en 2007 el nombre de este género fue cambiado ya que era utilizado para referirse a una especie de nemátodos.
El nuevo nombre elegido fue Josephoartigasia, como una forma de homenajear al prócer uruguayo José Artigas.